# Tjodalv
Ian Kenneth Åkesson, också känd som Tjodalv är en norsk trummis. Tjodalv var tidigare medlem i black metal-banden Dimmu Borgir och Old Man's Child. Tjodalv är medlem av thrash metal-bandet Susperia och industrial-/ gothic-/ thrash metal-bandet Black Comedy och extrem metal-bandet Gromth.

## Diskografi

### Med Dimmu Borgir
Studioalbum
- For All Tid (1994)
- Stormblåst (1996)
- Enthrone Darkness Triumphant (1997)
- Spiritual Black Dimensions (1999)

EP
- Devil's Path (1996)
- Godless Savage Garden (1998)

Annat
- Sons of Satan Gather for Attack (1999) (delad album: Dimmu Borgir / Old Man's Child)
- True Kings of Norway (2000) (delad album: Emperor / Dimmu Borgir / Immortal / Arcturus / Ancient)

### Med Old Man's Child
Demo
- In the Shades of Life (1994)

Studioalbum
- Born of the Flickering (1996)
- Revelation 666: The Curse of Damnation (2000)

### Med Susperia
Demo
- Illusions of Evil (2000)

Studioalbum
- Predominance (2001)
- Vindication (2002)
- Unlimited (2004)
- Cut from Stone (2007)
- Attitude (2009)

EP
- Devil May Care (2005)

Singlar
- "Nothing Remains" (2011)

### Med Black Comedy
Studioalbum
- Crawl to Exceed (2001)
- Instigator (2008)

EP
- Synthesis (2002)

### Med Gromth
Studioalbum
- The Immortal (2011)

Singlar
- "Alone" (2013)